# (10720) Danzl
(10720) Danzl ist ein Asteroid des Hauptgürtels, der am 5. April 1986 im Rahmen des Spacewatch-Projekts am Kitt-Peak-Nationalobservatorium (IAU-Code 695) in der Sonora-Wüste in Arizona entdeckt wurde.
Der Asteroid wurde am 9. Mai 2001 nach der US-amerikanischen Studentin und Spacewatch-Mitarbeiterin Nichole M. Danzl benannt.